# Partington-Syndrom
Das Partington-Syndrom ist eine sehr seltene angeborene Erkrankung mit den Merkmalen einer bereits im Kindesalter beginnenden  syndromalen X-chromosomalen mentalen Retardierung (S-XLMR), Dysarthrie und dystonen Bewegungen der Hand.
Synonyme sind: Geistige Retardierung, X-chromosomale - Dystonie – Dysarthrie; Partington-Mulley-Syndrom; englisch Partington X-Linked Mental Retardation Syndrome; PRTS; Mental retardation, x-linked, syndromic 1; MRXS1; Mental Retardation, X-Linked, With Dystonic Movements, Ataxia, And Seizures; Mental Retardation, X-Linked 36; MRX36
Die Bezeichnung bezieht sich auf den Erstautor der Erstbeschreibung aus dem Jahre 1988 durch den australischen Humangenetiker Michael W. Partington (und seinen Mitarbeiter John C. Mulley).
Die Erkrankung ist nicht zu verwechseln mit:
- Partington-Anderson-Syndrom[3], veraltete Bezeichnung für das Cohen-Syndrom.[4]

- Partington-Krankheit, Synonyme: Partington Syndrom II; Amyloidose, kutane, X-chromosomale; Amyloidose, kutane, familiäre Form; PDR; XLPDR; englisch Partington amyloidosis[5]

## Verbreitung
Die Häufigkeit wird mit unter 1 zu 1.000.000 angegeben, bislang wurden nur wenige Patienten beschrieben.
Die Vererbung erfolgt X-chromosomal-rezessiv.

## Ursache
Der Erkrankung liegen Mutationen im ARX (Aristaless-related homeobox) -Gen an der Location Xp21.3 oder an Xp22.13 zugrunde.